# Conognatha chabrillaci
Conognatha chabrillaci es una especie de escarabajo del género Conognatha, familia Buprestidae. Fue descrita científicamente por Thomson en 1878.